# Джрвеж
Джрвеж (арм. Ջրվեժ) — село в Армении в Котайкской области. Является пригородом Еревана и находится на его северо-восточной окраине.

## Название
Название Джрвеж, что означает "водопад", упоминается в V веке в трудах историка Лазаря Парпеци и в VII веке в трудах диакона Закария Канакерци. Согласно исторической информации, это место никогда не переименовывалось.

## Известные уроженцы
В селе Джрвеж родился Геворг Саркисович Геворгян — армянский государственный и общественный деятель.

## Галерея

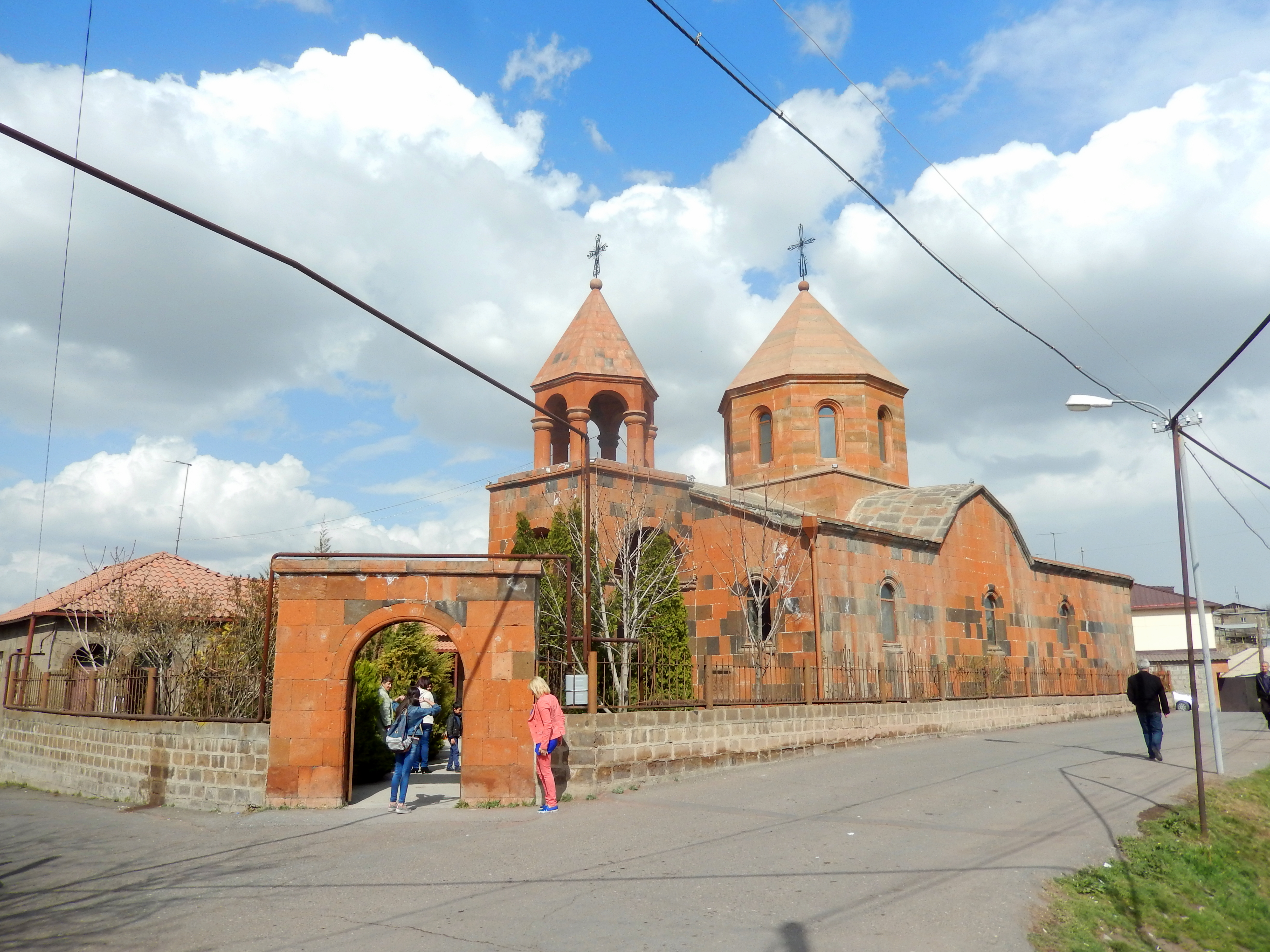
Церковь Сурб Католике
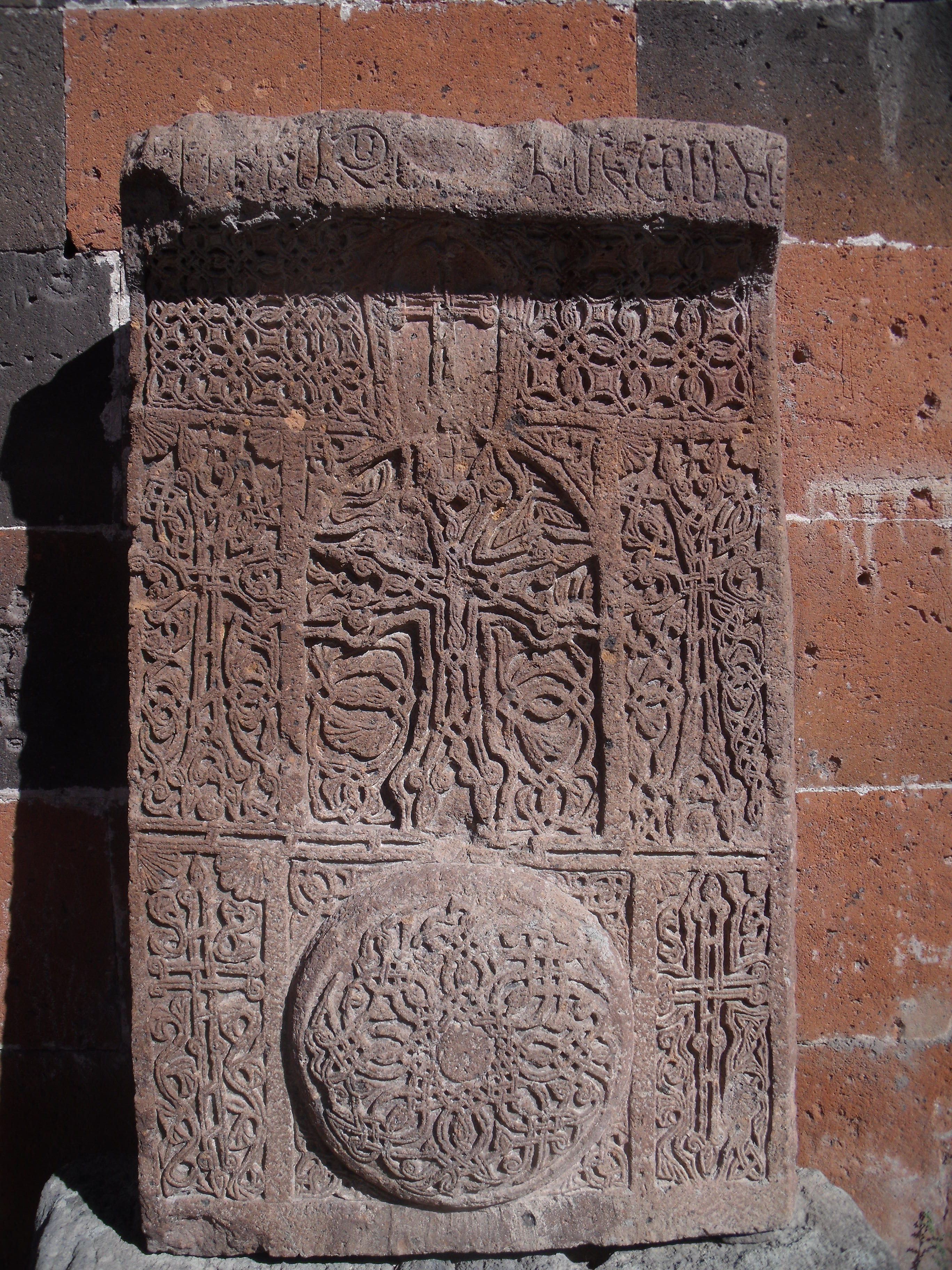
Хачкар у входа в церковь Сурб Католике
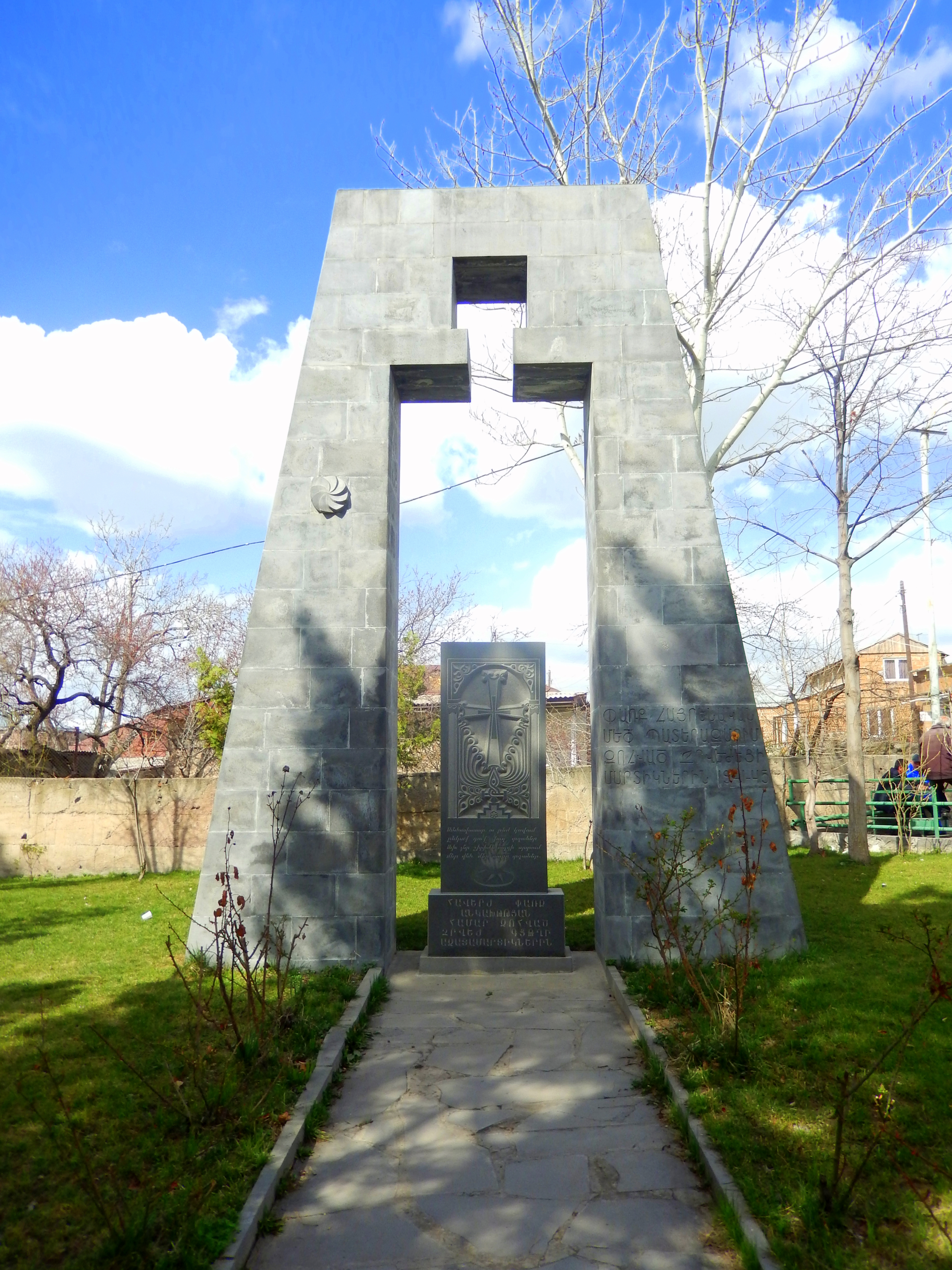
Памятник жертвам Великой Отечественной войны в Джрвеже
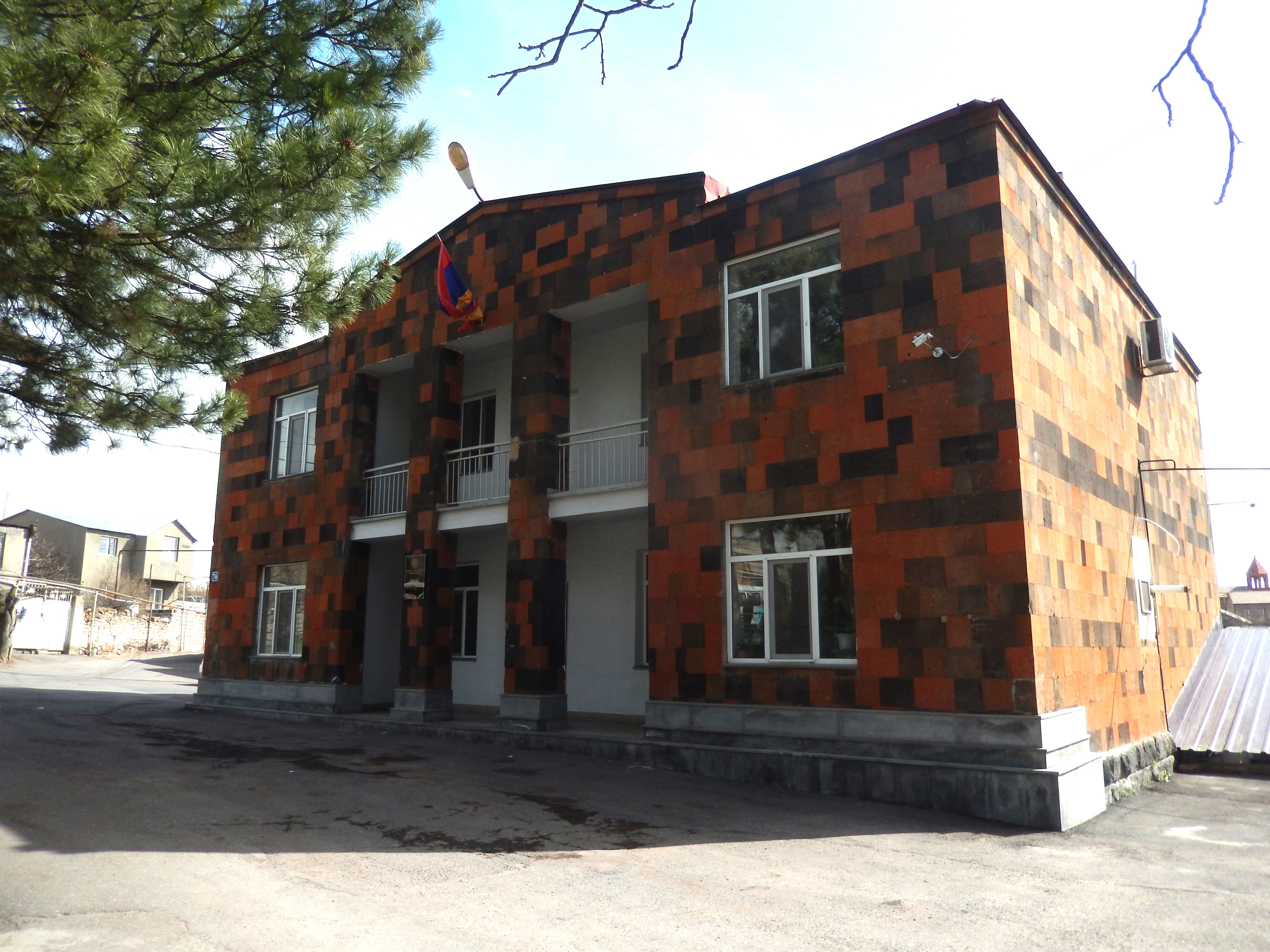
Джрвежское сельское самоуправление